# Symphonie no 43 de Mozart
Pour les articles homonymes, voir K76.
La Symphonie en fa majeur « no 43 », K. 76/42a, a probablement été écrite par Wolfgang Amadeus Mozart à Vienne durant l'été 1767.

## Historique
L'autographe a été perdu. La seule source pour cette symphonie est un ensemble de parties dans les archives de l'éditeur Breitkopf & Härtel, qui a été détruit durant la Seconde Guerre mondiale.
La Alte Mozart-Ausgabe (publiée en 1879–1882) attribue les nombres 1–41 aux 41 symphonies portant des numéros. Les symphonies non numérotées (certaines, dont K. 76, publiées dans les suppléments du Alte-Mozart Ausgabe jusqu'en 1910) ont été parfois numérotées avec les nombres de 42 à 56, bien qu'elles aient été écrites avant la Symphonie no 41 de Mozart (écrite en 1788). La symphonie K. 76/42a ainsi reçu le numéro 43.

## Instrumentation
| Instrumentation de la symphonie no 43                                |
| Cordes                                                               |
| premiers violons, seconds violons, altos, violoncelles, contrebasses |
| Bois                                                                 |
| 2 hautbois, 2 bassons                                                |
| Cuivres                                                              |
| 2 cors                                                               |

## Structure
La symphonie comprend quatre mouvements :
1. Allegro maestoso, à , en fa majeur, 77 mesures, 2 sections répétées deux fois (mesures 1 à 39, mesures 40 à 77)
2. Andante, à 
, en si bémol majeur, 51 mesures, 2 sections répétées deux fois (mesures 1 à 22, mesures 23 à 51)
3. Menuetto et Trio, à 
, en fa majeur (Trio en ré mineur), 28 + 36 mesures
4. Allegro, à 
, en fa majeur, 109 mesures, 2 sections répétées deux fois (mesures 1 à 42, mesures 43 à 109)

Durée : environ 31 minutes

Introduction de l'Allegro maestoso :
La lecture audio n'est pas prise en charge dans votre navigateur. Vous pouvez télécharger le fichier audio.
Introduction de l'Andante :
La lecture audio n'est pas prise en charge dans votre navigateur. Vous pouvez télécharger le fichier audio.
Première reprise du Menuetto :
La lecture audio n'est pas prise en charge dans votre navigateur. Vous pouvez télécharger le fichier audio.
Première reprise du Trio :
La lecture audio n'est pas prise en charge dans votre navigateur. Vous pouvez télécharger le fichier audio.
Introduction de l'Allegro :
La lecture audio n'est pas prise en charge dans votre navigateur. Vous pouvez télécharger le fichier audio.

## Authenticité
- Otto Jahn[3], dans sa biographie de Mozart[4], se réfère à la découverte de vingt symphonies attribuées à Mozart dans les archives de Breitkopf & Härtel. Köchel d'accord avec ce point de vue, considère la K. 76 comme authentiquement de Mozart. Jahn s'est basé sur la " Collection Mozartiana " de Johann André, où dix des vingt symphonies susmentionnées sont incluses (ce qui indique qu'elles ont été considérées comme faisant foi), parce qu'elles proviennent directement de Constanze Mozart, la veuve de Mozart. Deux de ces œuvres sont des versions symphoniques des ouvertures de Lucio Silla, K. 135 et Il sogno di Scipione, K. 126, ce qui augmente la probabilité que les huit autres œuvres soient également authentiques. Jahn date la K. 76 de " 177 ? ", tandis que Köchel indique « peut-être de 1769 ».
- Wyzewa et Saint-Foix (1912)[5] datent la symphonie entre le 1er décembre 1766 et le 1er mars 1767. Ils ont comparé le premier mouvement de la symphonie avec l'ouverture de « Die ersten Schuldigkeit des Gebots », K. 35 et avec les symphonies antérieures de Mozart et ont conclu que la K. 76 a été rédigée avant l'ouverture, peut-être en décembre 1766. Ils ont estimé qu'elle serait « écrite avec le plus grand soin pour son maître et compatriote afin de démontrer ce qu'il avait appris pendant le grand voyage (à Londres, Paris, Hollande, et ) ». Cependant, Zaslaw[2] considère cette interprétation comme « fantaisiste ».
- Abert[4] doute des similitudes décrites par Wyzewa et Saint- Foix, car le développement de l'ouverture de la K. 35 est basé sur le thème principal de l'ouverture, tandis que le développement de la K. 76 s'écarte du thème principal de la symphonie. La citation d'un thème de Jean-Philippe Rameau dans le dernier mouvement semble rappeler l'époque du premier grand voyage, mais l'ajout (plus tardif)[4] du menuet semble indiquer le sud de l'Allemagne comme le lieu de composition.
- Einstein[6] a déclaré que le menuet a une maturité relativement beaucoup plus grande que les autres trois mouvements plus primitifs et a probablement été composé plus tard. Les symphonies viennoises comportent presque toujours quatre mouvements et Mozart a souvent remanié les symphonies en trois mouvements, en ajoutant plus tard un menuet et trio. Einstein a conclu que le menuet et trio a été composé lors d'un voyage à Vienne[2]. Le sixième édition du catalogue Köchel situe l'époque comme « prétendument à l'automne 1767 à Vienne »[7].
- Gerhard Allroggen et Cliff Eisen (en) soupçonnent que le véritable auteur de la symphonie est Leopold Mozart en raison des caractéristiques stylistiques[8].

Zaslaw qualifie la symphonie d'« attachante », l'andante d'«irritant» et souligne la «beauté» du menuet, mais Sadie (2006) parle toutefois généralement de « faiblesses », les passages en pizzicato dans le deuxième mouvement étant « lourds » et l'harmonie du menuet « maladroite ».